# Troy Douglas
Troy Douglas (Bermuda, 30 november 1962) is een voormalige Nederlandse atleet, die uitkwam op de 100 m, 200 m en 400 m sprint.
Douglas is geboren in Bermuda, waar hij opgroeide als jongste zoon in een eenvoudig boerengezin met drie broers en twee zussen. Als kind droomde Douglas er al van om een groot atleet worden. Eerst deed hij nog mee aan de nationale sport cricket, maar op latere leeftijd kwam hij terecht in de atletiek. Zijn moeder stierf toen hij 22 jaar was en het duurde anderhalf jaar, voordat hij het ritme in het leven en het plezier in het trainen terugvond. Toen besloot hij om fulltime atleet te worden.

## Biografie

### Van Bermuda naar Nederland
In 1995 deed hij namens Bermuda mee aan het WK indoor, waar hij een zilveren medaille behaalde op de 200 m. Aangezien hij sinds 1992 de Nederlander Henk Kraaijenhof als trainer had, kwam Troy Douglas naar Nederland. "Ik bleef hier om kampioen te worden en dat kan alleen als ik dicht bij Henk ben," aldus Douglas in een interview in 1998. In maart 1998 kreeg hij toestemming om voor Nederland te mogen uitkomen.
Een smet op zijn carrière is dat hij de dag na het NK in 1999 werd betrapt op het gebruik van doping (nandrolon). De uitslag van de test werd bekendgemaakt kort voor de wereldkampioenschappen van dat jaar, reden waarom hij door de IAAF, gevolgd door de KNAU, per direct werd geschorst. Hij mocht dus niet deelnemen. Troy Douglas vocht deze schorsing aan bij de tuchtcommissie van de KNAU, die hem in maart 2000 vrijsprak. Er was immers intussen wereldwijd nogal wat publiciteit ontstaan over nandrolongebruik, dat mogelijk het gevolg kon zijn van vervuilde voedingssupplementen. Om die reden spraken ook diverse andere bonden hun in opspraak gekomen atleten, onder wie Linford Christie en Merlene Ottey, vrij. De IAAF handhaafde de schorsing echter, al overwoog men wel om onderzoek te gaan verrichten naar de gebruikte voedingssupplementen. Een beslissing hierover werd echter zolang getraineerd, dat deze geen invloed meer had op de schorsingstermijnen van de getroffen atleten, die inmiddels waren verlopen.
Douglas voelt zich tot op de dag van vandaag echter nog altijd bestolen door die - in zijn ogen - 'onterechte schorsing.'

### Brons
Een hoogtepunt in zijn carrière zijn de wereldkampioenschappen atletiek in Parijs in 2003. Douglas liep er samen met Timothy Beck, Patrick van Balkom en Caimin Douglas de 4 x 100 m estafette. De ploeg finishte achter Groot-Brittannië als vierde en was daar dolgelukkig mee. Doordat de Brit Dwain Chambers later officieel in staat van beschuldiging werd gesteld vanwege het gebruik van doping, werd de Britse estafetteploeg uit de uitslag gehaald. De Nederlandse ploeg steeg daardoor naar de derde plek en kreeg alsnog de bronzen medaille uitgereikt. Douglas werd hiermee de oudste medaillewinnaar op een WK Atletiek; op de dag van de finale was hij 40 jaar en 273 dagen oud. De estafetteploeg werd uitgeroepen tot de Nederlandse sportploeg van het jaar 2003.

### Laatste jaar
Douglas stond in 2004 tijdens de Olympische Spelen van Athene aan de start in de halve finales van de 4 x 100 m estafette, maar kwam door een foutieve wissel niet aan de finish. Douglas heeft in totaal viermaal meegedaan aan de Olympische Spelen: in 1988, 1992 en 1996 namens Bermuda en in 2004 namens Nederland.
Douglas beëindigde in 2004 zijn carrière als topatleet.

## Nederlandse kampioenschappen
Outdoor
| Onderdeel | Jaar                   |
| --------- | ---------------------- |
| 100 m     | 1999, 2001, 2002, 2004 |

Indoor
| Onderdeel | Jaar |
| --------- | ---- |
| 60 m      | 1999 |

## Persoonlijke records
Outdoor
| Onderdeel | Prestatie         | Datum            | Plaats  |
| --------- | ----------------- | ---------------- | ------- |
| 100 m     | 10,19 s (ex-NR)   | 17 augustus 2001 | Zürich  |
| 200 m     | 20,19 s (ex-NR)   | 2 september 2001 | Rieti   |
|           | 20,30 s (Ber. NR) | 22 augustus 1997 | Brussel |
| 400 m     | 45,26 s (Ber. NR) | 27 juli 1996     | Atlanta |

Indoor
| Onderdeel | Prestatie         | Datum            | Plaats    |
| --------- | ----------------- | ---------------- | --------- |
| 50 m      | 5,96 s            | 25 januari 2002  | Zuidbroek |
| 60 m      | 6,70 s            | 20 februari 1999 | Den Haag  |
| 200 m     | 20,77 s (Ber. NR) | 7 maart 1997     | Parijs    |
| 400 m     | 46,23 s (Ber. NR) | 22 februari 1992 | Flagstaff |

## Palmares

### 60 m
- 1999:  NK indoor - 6,70 s
- 2001:  NK indoor - 6,75 s
- 2002:  NK indoor - 6,81 s
- 2002: serie EK indoor Wenen - 6,82 s

### 100 m
Kampioenschappen
- 1999:  NK - 10,16 s (-0,9 m/s)
- 2000:  NK - 10,46 s (+0,4 m/s)
- 2001: 8e in ½ fin. WK - 10,47 s (in ¼ fin. 10,09 s)
- 2001:  NK - 10,27 s (+1,2 m/s)
- 2002: 5e in ½ fin. EK in München - 10,36 s (in ¼ fin. 10,35 s)
- 2002:  NK - 10,28 s (+0,0 m/s)
- 2004:  NK - 10,26 s (+2,3 m/s)

Golden League-podiumplek
- 2001:  Weltklasse Zürich – 10,19 s

### 200 m
- 1988: 8e in ½ fin. OS - 20,84 s (in serie 20,70 s) (namens Bermuda)
- 1995:  WK indoor - 20,94 s (namens Bermuda)
- 1997:  Centraal-Amerikaanse en Caribische kamp. - 20,88 s (namens Bermuda)
- 1998:  Wereldbeker
- 1999:  Europa Cup B
- 2000:  NK - 21,02 s (1,2 m/s)
- 2001:  NK - 20,82 s (+0,0 m/s)
- 2002: 7e EK - 20,73 s (-0,5 m/s) (in ½ fin. 20,64 s)
- 2003: 5e in ¼ fin. WK - 20,64 s (+0,7 m/s)

### 400 m
- 1989: 4e in serie WK indoor - 48,46 s (NR) (namens Bermuda)
- 1992: 8e Wereldbeker
- 1992: 6e in ½ fin. OS - 45,59 s (namens Bermuda)
- 1993: 4e in serie - WK indoor - 47,55 s (namens Bermuda)
- 1993: 5e in ¼ fin. WK - 45,57 s (namens Bermuda)
- 1996: 7e in ½ fin. OS - 46,33 s (in ¼ fin. 45,26 s)(namens Bermuda)

### 4 x 100 m
- 2003:  WK - 38,87 s (in ½ fin. 38,63 s = NR)
- 2004: DNF in serie OS

## Onderscheidingen
- Sportploeg van het jaar (4 × 100 m) - 2003